# Baciro Djá
Baciro Djá (31 gennaio 1973) è un politico guineense, Primo ministro della Guinea-Bissau dal 27 maggio al 19 novembre 2016.
Precedentemente aveva già ricoperto questo ruolo per soli venti giorni, dall'agosto al settembre 2015.